# Helena Gyllenhielm
Helena Magnusdotter Gyllenhielm, född 1572, död 1630 var frillodotter till den svenske prinsen hertig Magnus Vasa av Östergötland och Anna von Haubitz. Helena gifte sig med Wollmar Yxkull ca. 1590 och blev anmoder för ätten Yxkull. 

## Biografi
År 1590 fick hon Djursnäs gård till ”evärdelig egendom”. 
De hade åtminstone fyra barn tillsammans: Didrik Wolmarsson Yxkull (1591—1637), Johan Yxkull till Kasti (Märjamaa/Raplamaa, Estland) (1605—1654), Beata Wolmarsdotter Yxkull (1618—1667) och Wolmer Yxkull (d. 1649)